# Траут, Карл
Карл Хуго Траут (нем. Karl Hugo Traut; 29 января 1906, Шиллингштадт, Германская империя — 9 июля 1986, Грюнштадт, ФРГ) — оберштурмбаннфюрер СС, командир айнзацкоманды 3, входившей в состав айнзацгруппы A.

## Биография
Карл Траут родился 29 января 1906 года в Шиллингштадте. Посещал народную школу в своём родном городе, а потом — прогимназию. По профессии был экономистом по страхованию. С 1928 года состоял в штурмовых отрядах (СА). 1 января 1931 года вступил в НСДАП (билет № 400262). 1 июля 1935 года был зачислен в ряды СС (№ 290554). С 1936 по 1938 год был начальником штаба секции СД в Пфальце. В 1938 году возглавил секцию СД в Сааре, а в 1939 году — секцию СД в Мангейме. С 1940 по 1942 был руководителем секции СД в городе Хоэнзальца. В ноябре 1942 года стал начальником отделения СД в Таллине. Кроме того, с ноября 1942 по май 1943 года возглавлял айнзацкоманду 3 в составе айнзацгруппы A. В 1944 году был назначен начальником секции СД в Зальцбурге.
После окончания войны проживал в Грюнштадте. В 1975 году предварительное расследование прокуратуры Франкенталя, возбуждённое против него, было прекращено.
Умер 9 июля 1986 года в Грюнштадте.